# Billie Jean King Cup 2020-2021 kwalificatieronde Wereldgroep
De Fed Cup 2020-2021 Wereldgroep kwalificatieronde was de eerste fase van de Billie Jean King Cup 2020-2021. Deze fase vond plaats in 2020, toen het toernooi nog Fed Cup heette.
De wedstrijden werden gespeeld op vrijdag 7 en zaterdag 8 februari 2020.

## Deelnemers
Zestien landen namen deel aan de kwalificatieronde:
geplaatst
1. Verenigde Staten
2. Wit-Rusland
3. Roemenië
4. Duitsland
5. Spanje
6. Zwitserland
7. België
8. Verenigd Koninkrijk

ongeplaatst
- Letland
- Nederland
- Rusland
- Brazilië
- Japan
- Canada
- Kazachstan
- Slowakije

## Reglement
Het ITF Fed Cup comité bepaalt welke acht landen geplaatst worden, aan de hand van de ITF Fed Cup Nations Ranking. Hun tegenstanders worden door loting bepaald. Welk land thuis speelt, hangt af van hun vorige ontmoeting (om de andere), dan wel door loting als zij niet eerder tegen elkaar speelden. Een landenwedstrijd bestaat uit (maximaal) vijf "rubbers": vier enkelspelpartijen en een dubbelspelpartij. Het land dat drie "rubbers" wint, is de winnaar van de landenwedstrijd.
De acht winnende landen krijgen een kans om de beker te winnen. Zij doen dat door deel te nemen aan het Wereldgroep eindtoernooi.
De acht verliezende landen krijgen een kans om zich te behoeden voor degradatie naar hun regionale zone. Zij doen dat door deel te nemen aan de Wereldgroep play-offs.

## Loting en uitslagen
| locatie       | ondergrond    | thuisspelend land    | uitslag | uitspelend land         |
| ------------- | ------------- | -------------------- | ------- | ----------------------- |
| Everett       | hardcourt (i) | Verenigde Staten (1) | 3-2     | Letland                 |
| Den Haag      | gravel (i)    | Nederland            | 2-3     | Wit-Rusland (2)         |
| Cluj-Napoca   | hardcourt (i) | Roemenië (3)         | 2-3     | Rusland                 |
| Florianópolis | gravel        | Brazilië             | 0-4     | Duitsland (4)           |
| Cartagena     | gravel        | Spanje (5)           | 3-1     | Japan                   |
| Biel/Bienne   | hardcourt (i) | Zwitserland (6)      | 3-1     | Canada                  |
| Kortrijk      | hardcourt (i) | België (7)           | 3-1     | Kazachstan              |
| Bratislava    | gravel (i)    | Slowakije            | 3-1     | Verenigd Koninkrijk (8) |

### Vervolg
- België, Duitsland, Rusland, Slowakije, Spanje, Verenigde Staten, Wit-Rusland en Zwitserland gingen naar het Fed Cup 2020-2021 eindtoernooi Wereldgroep.
- Brazilië, Canada, Japan, Kazachstan, Letland, Nederland, Roemenië en Verenigd Koninkrijk gingen naar de Fed Cup 2020-2021 play-offs Wereldgroep.